# Castell dels Calatravos
El Castell dels Calatravos és un castell situat a Alcanyís (Terol), Aragó, que va pertànyer a l'Orde de Calatrava. Les dependències més antigues daten dels segles xii i xiii, sobresortint la capella, el claustre i la torre de l'homenatge amb importants pintures murals d'estil gòtic lineal, de principis del segle xiv, amb temes juglarescos i caballerescos. La façana és del segle xvi.
Durant els segles XIV i xv se li van agregar elements d'ornamentació mudèjar tant el magteix castell com en les muralles que ho envoltaven. En l'actualitat alberga un Parador Nacional de Turisme.

## Història
Situat a la part alta d'una lloma, el Castell dels Calatravos es va constituir com a punt estratègic des dels seus inicis, possiblement en època romana i posteriorment durant l'ocupació musulmana.
Al llarg de la història ha estat utilitzat per a diversos menesters, des de castell, palau, presó, caserna, fins a cementiri i residència, sent utilitzat actualment com a ubicació del Parador Nacional d'Alcanyís. És per això pel que no ha d'estranyar que l'edifici original sofrís gran nombre d'intervencions i reformes al llarg del temps, donant lloc a una construcció eclèctica d'estil i planta.
La zona més antiga del castell és la zona nord-est, on se situa la Torre de l'Homenatge i la Capella, datades a la fi del segle xii i inicis del segle xiii.
El castell viu una història totalment unida a la població, en esdevenir del nucli poblacional d'Alcanyís; d'aquesta manera, després de passar a mitjan segle xii a territori aragonès, la ciutat passa a ser propietat dels senyors Sancho Aznárez, en Palacín Beltrán de Santa Creu i en Artal d'Aragó. És en aquesta època en la qual la vila rebé al 1157 de Ramón Berenguer IV el Fur Reial i va dur a terme una ampliació territorial. Finalment en 1179 Alfons I d'Aragó concedeix el castell, així com un gran grup de llogarets i llocs vinculats a la vila, a l'Orde militar de Calatrava, d'aquesta manera, la Seu de la Comanda se situa al castell.
En 1283 es produeix en la vila d'Alcanyís una revolta contra el poder senyorial que exercia l'ordre de Calatrava (al qual finalment va vèncer). La Comanda Major de Calatrava no respectava les llibertats que Ramón Berenguer IV havia concedit a la vila en atorgar-li la carta de població en 1157.
Al segle xiv s'inicia la construcció del claustre, així com d'una sèrie de dependències ordenades entorn d'aquest, i també es realitza la decoració mural de la Torre de l'Homenatge.
En morir el monarca Martí I d'Aragó sense descendència, la vila d'Alcanyís es va convertir residència del parlament aragonès (que es va allotjar al Castell dels Calatravos entre setembre de 1411 i juliol de 1412, i d'aquí van sortir els nou jutges o compromissaris que havien de triar un nou rei per a Aragó en el que va venir a cridar-se la “Concòrdia” d'Alcanyís.
Més tard, durant el segle xviii es procedeix a realitzar una gran reforma que transformarà l'antic castell medieval en un típic palau aragonès (conegut com a palau dels Comanadors) del renaixement tardí caracteritzat per presentar una façana de grans dimensions (datada en 1738), rematada per dues grans torres quadrades, a la qual s'accedeix per un camí de ronda i una rampa datades al segle xix i fruit d'una de les últimes reformes que el complex va sofrir.
Destaquen pel seu gran interès les belles pintures murals d'estil gòtic-lineal de principis del segle xiv, que són considerades com un dels conjunts més importants d'Aragó i, a l'interior de la capella, el sepulcre llaurat en alabastre de Juan de Lanuza, obra contractada per Damià Forment al 1537.
Durant la guerra de la independència, el castell va ser pres pels francesos, però les tropes espanyoles ho van recuperar en 1809. Durant les guerres carlistes, el castell d'Alcanyís va ser convertit en caserna per Ramon Cabrera.
Passa a ser seu del parador nacional en els anys 60 del segle xx. En un primer moment el parador es localitza a l'edifici conegut com a “Palau dels Comendadors”, datat en el segle xviii, i passa a denominar-se “Parador Nacional de la Concòrdia”.
Des de 1992 a 1997 el Govern d'Aragó va promoure diversos treballs de condicionament i restauració en l'immoble que es van destacar per la instal·lació d'un saló d'actes i la restauració del sepulcre de Don Joan de Lanuza, així com de la torre de l'Homenatge.
Novament, entre els anys 2000 i 2001 es va restaurar la decoració mural interior del castell mitjançant un Conveni de Col·laboració entre el Ministeri d'Educació i Cultura, el Govern d'Aragó i Caixa d'Estalvis de la Immaculada aconseguint amb això la posada en valor d'aquest gran conjunt pictòric.
El Butlletí Oficial d'Aragó de 30 d'abril de 2004 publica l'Ordre de 2 d'abril de 2004 del Departament d'Educació, Cultura i Esport, per la qual es completa la declaració originària de Bé d'Interès Cultural el denominat Castillo dels Calatravos, conforme a la Disposició Transitòria Primera de la Llei 3/1999, de 10 de març, de Patrimoni Cultural Aragonés, que inclou la seva delimitació, els béns mobles integrants del ben i l'entorn afectat per la declaració.

## Descripció
És un dels castells més complexos d'Aragó, fonamentalment a causa de l'organització mixta de ser al temps castell i palau. D'una banda destaquen les seves grans dimensions i la mescla d'estils que es troben en ell.

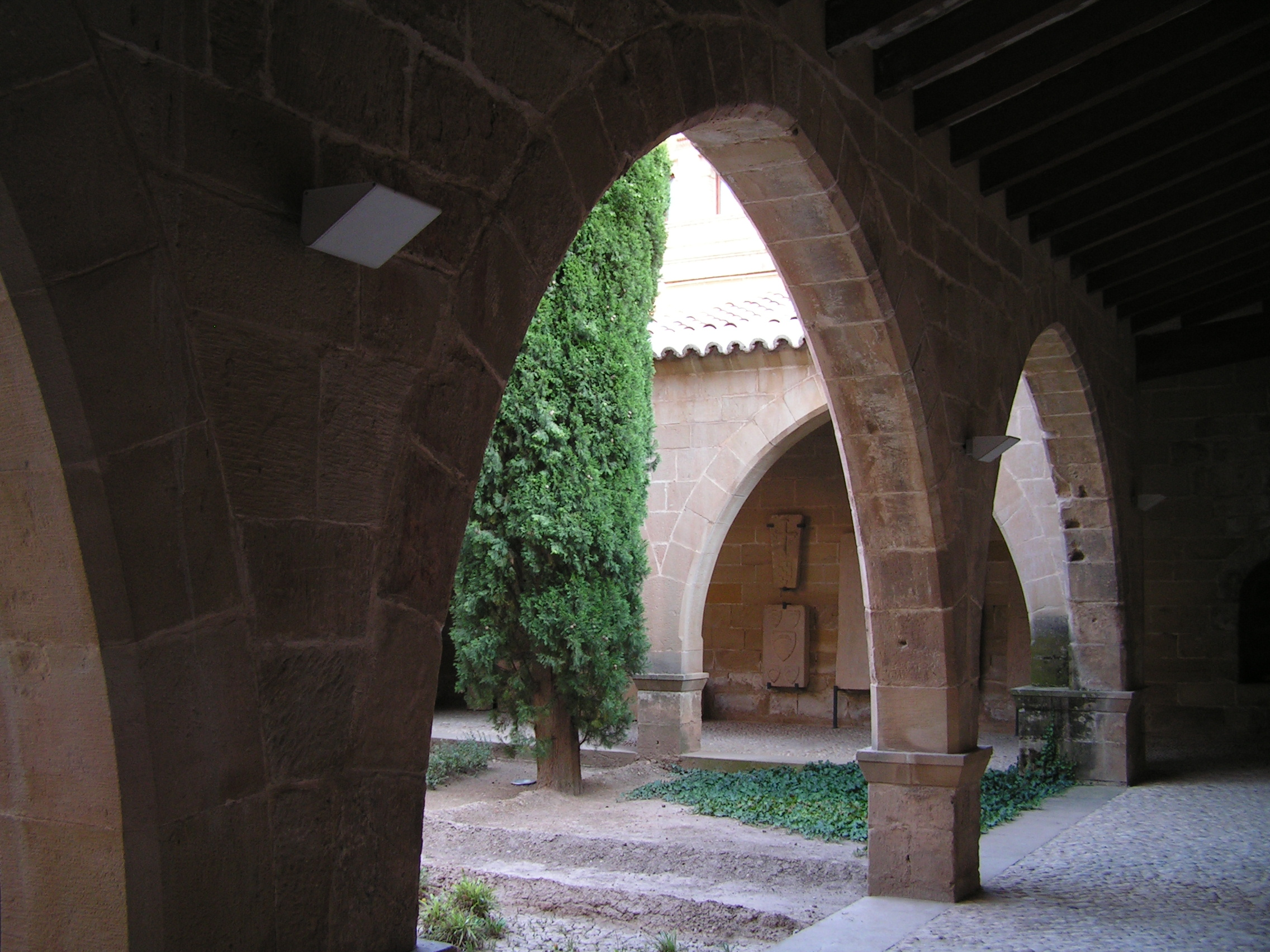
Claustre del castell.
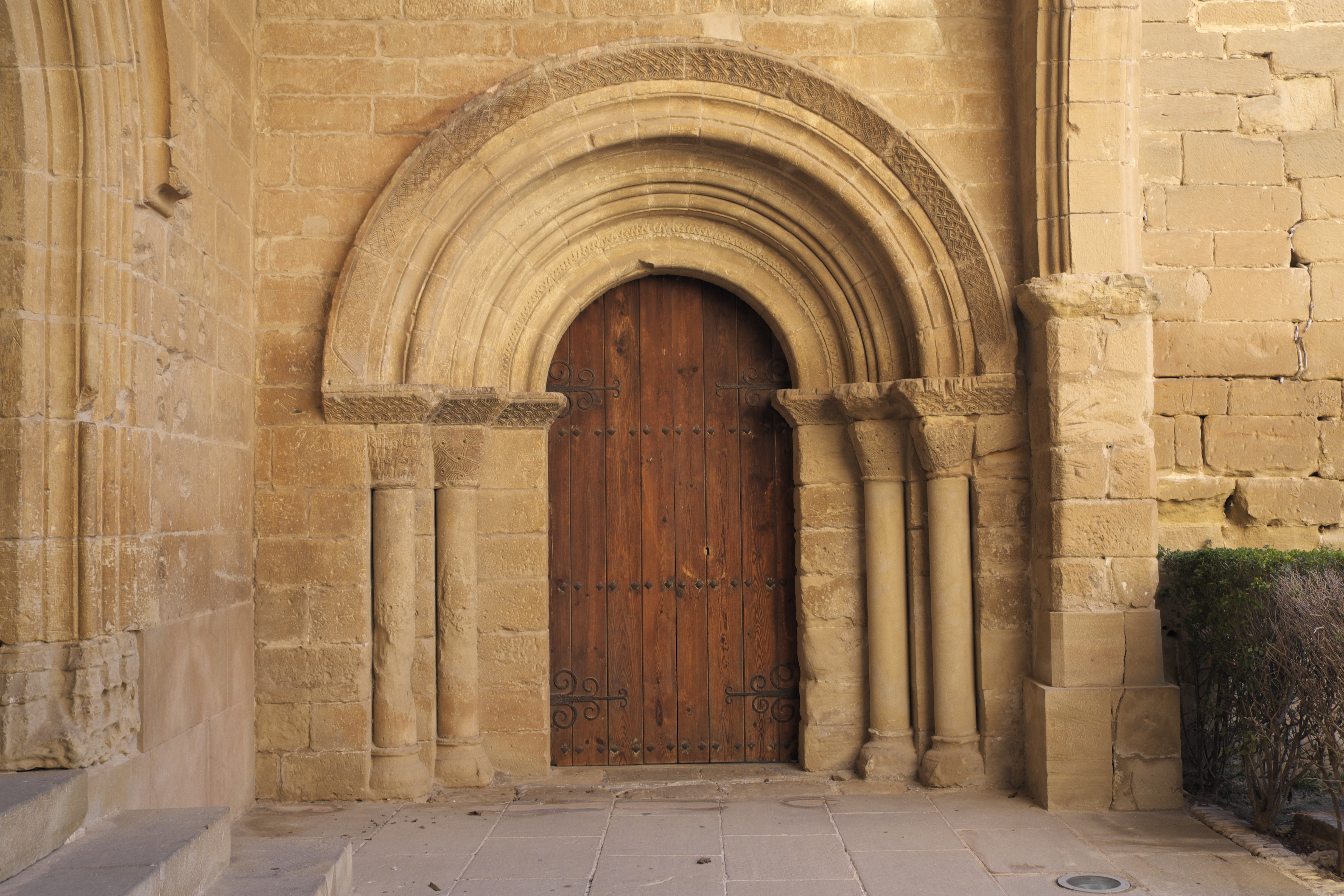
Porta romànica.
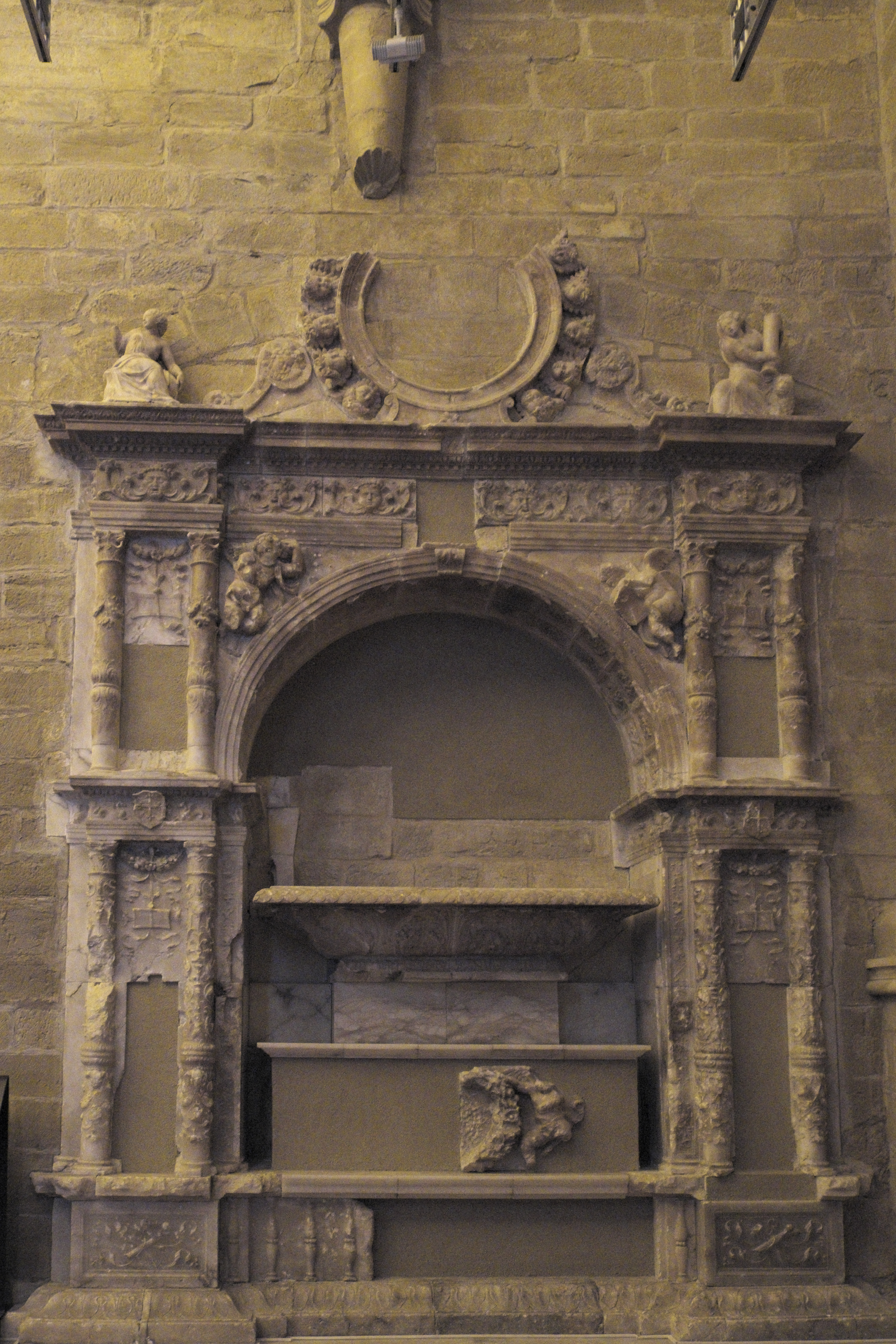
sepulcre de Joan de Lanuza.
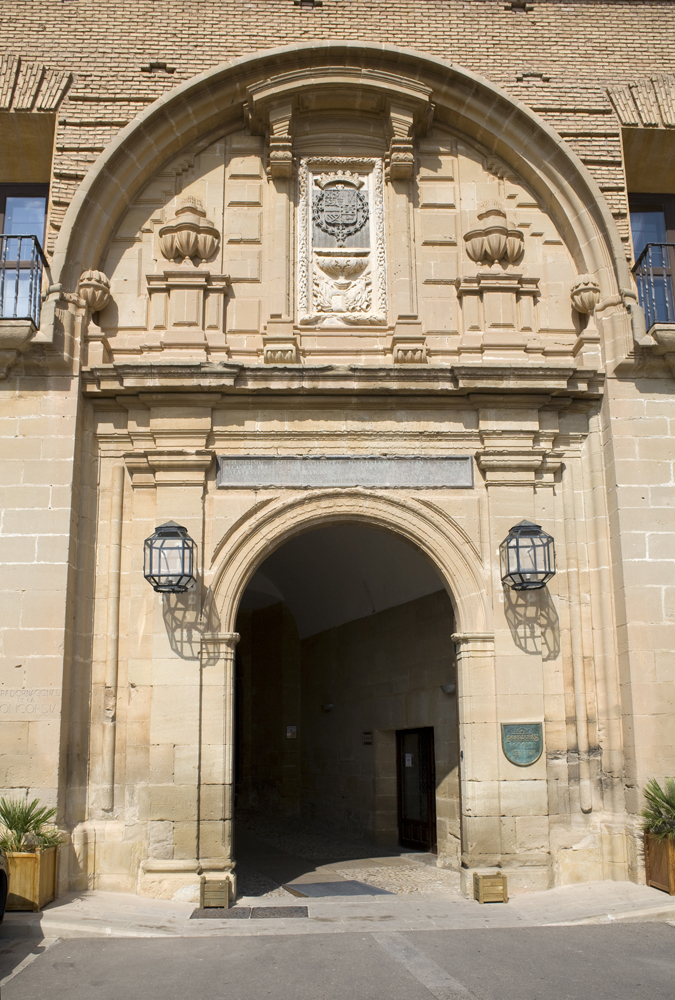
Porta Palau dels Comendadors.
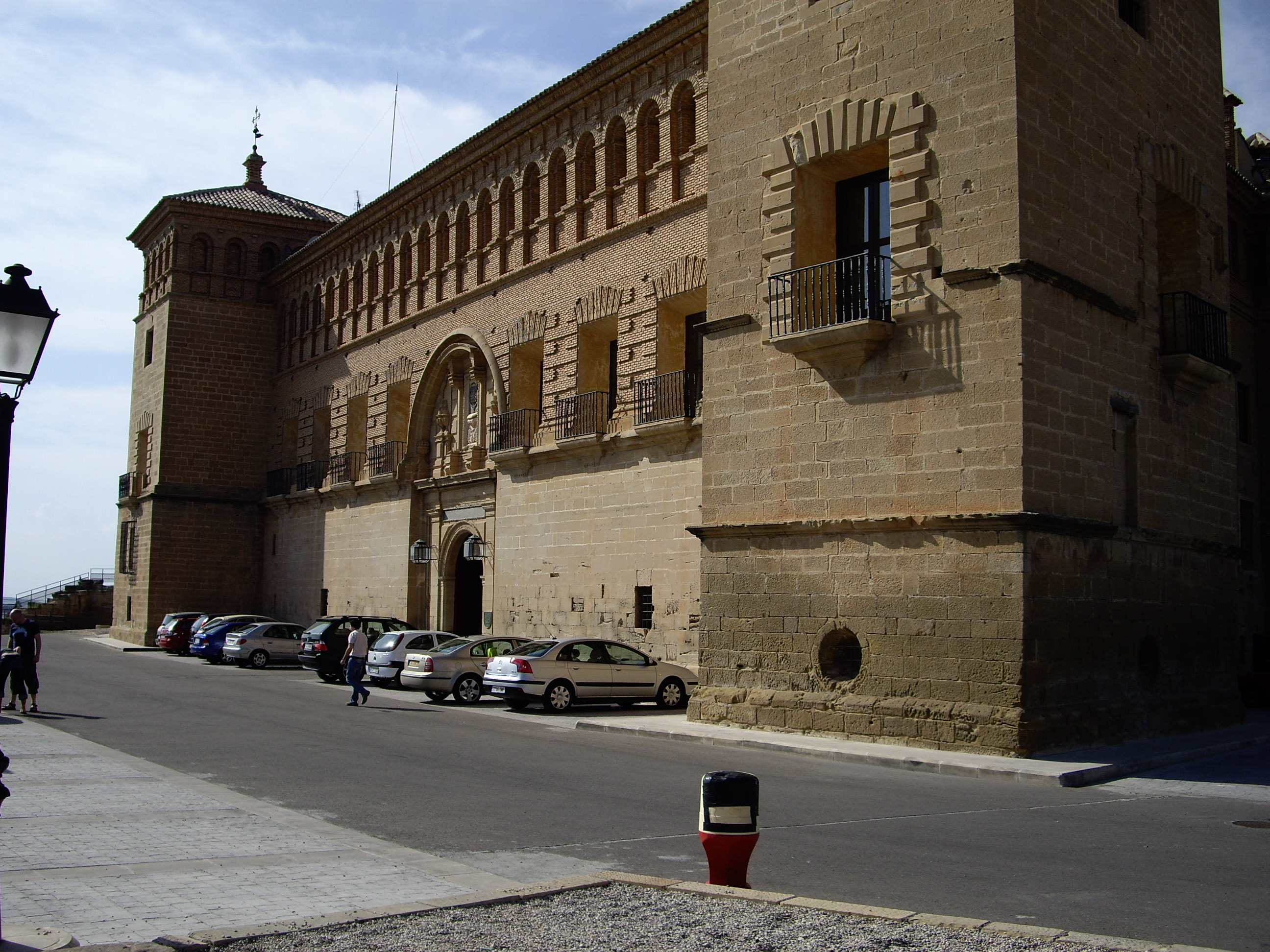
Façana principal del Palau dels Comendadors.
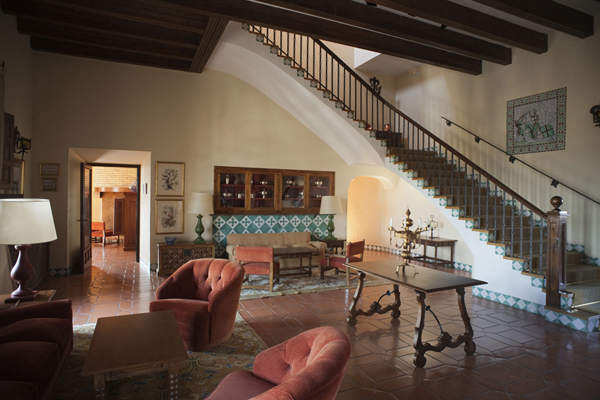
Interior del Palau.

La fortalesa presenta planta trapezoïdal que abasta el complex conjunt d'edificacions, que podem veure dividides en dues grans zones:
- Zona nord, on es localitzen les construccions medievals: la torre de l'homenatge (construïda en estil gòtic, de planta quadrada i quatre altures, amb sales decorades, una d'elles amb pintures al·legòriques a la conquesta de València, datades al segle XIV), el claustre ogival (adossat a l'emmurallat sud de la capella, amb dos arcs apuntats per crugia, presenta restes de pintures murals de caràcter funerari datades entre els segles xiv i xv; d'un sol pis amb sostre de bigues i el seu accés es fa per una petita porta romànica) i l'església, tot construït seguint les pautes de l'estil gòtic, malgrat que es pot veure una portada romànica. També destaca en aquestes construccions la coneguda com a Torre de Lanuza i la capella del castell (datada al segle xiii, d'estil romànic i que va constituir la primera parròquia d'Alcanyís. Dedicada a María Magdalena, presenta una sola nau amb coberta en volta de canó apuntada, amb una portada romànica, que presenta decoració en escacs jaquesos, i que constitueix una excepció a la comarca del Baix Aragó. En el seu interior es conserva el sepulcre de don Joan de Lanuza).[1][4]

- Zona sud, d'estil barroc, on es localitzen la resta de les edificacions que pertanyen en la seva majoria al segle xviii, i en les quals destaca el conegut com Palau dels Comanadors (ocupat en l'actualitat pel Parador Nacional). Destaca la seva façana principal.[1][4]

El castell d'Alcanyís destaca per conservar una bona col·lecció de pintures murals gòtiques datades al llarg del segle xiv.
Aquestes pintures murals són un important conjunt de decoració de caràcter narratiu històrico-cavalleresc, amb composicions al·legòriques de caràcter religiós i profà. Les més antigues, daten de l'any 1200 i són les que es troben en l'atri de l'església romànica del castell, o capella, amb escenes religioses del Nou Testament i una escena de combat entre soldats calatravos i defensors de l'Islam, destacant la figura del monarca.